# Hermanas de la Asistencia Social
La Congregación de Hermanas de la Asistencia Social bajo el Patrocinio de San Antonio (oficialmente en latín: Congregatio Sororum Sancti Antonii a Succursu Sociali y en polaco: Zgromadzenie Sióstr Opieki Społecznej P. W. Św. Antoniego) es una congregación religiosa católica femenina de vida apostólica y de derecho pontificio, fundada por la religiosa polaca Katarzyna Rzadka, en 1933, en Poznań. A las religiosas de este instituto se les conoce como hermanas antonianas y posponen a sus nombres las siglas S.O.S.

## Historia
La religiosa polaca Katarzyna Rzadka, de las Hijas de la Bienaventurada Virgen María Dolorosa, decidió retirarse de su congregación y dar vida a un nuevo instituto, en Poznań, en 1933, con el fin de atender a los ancianos y ofrecer sus servicios a los enfermos, incluso a domicilio. En 1934, las primeras religiosas se trasladaron a la ciudad de Wieluń, donde con la aprobación del obispo de Częstochowa hicieron sus primeros votos y se convirtieron en una congregación de derecho diocesano (1946).
El 6 de abril de 1960, el instituto fue agregado a la Orden de los Hermanos Menores y en el Anuario Pontificio aparece registrada como congregación de derecho pontificio.

## Organización
La Congregación de Hermanas de la Asistencia Social bajo el Patrocinio de San Antonio es un instituto religioso de derecho pontificio centralizado, cuyo gobierno recae en la superiora general, a la que los miembros del instituto llaman Madre general. A ella, le coadyuva su consejo, elegido para un periodo de seis años. La sede central se encuentra en Wieluń (Polonia).
Las antonianas se dedican al apostolado social, especialmente a través de la atención de ancianos, enfermos y necesitados. Desarrollan sus actividades en sus centros de atención o domicilio. Su espiritualidad se centra en la devoción de la Inmaculada Concepción, tienen como patrón a san Antonio de Padua y usan un hábito compuesto de túnica y velo negros. En 2015, el instituto contaba con unas 65 religiosas y 12 comunidades, presentes en Italia y Polonia.